# 香港科技大學公共運輸交匯處
香港科技大學公共運輸交匯處是一個位於香港西貢區香港科技大學外的公共運輸交匯處，分為兩部份，分別位處於大學道近大學正門位置，及位處於銀影路近大學南閘入口旁位置。正門位置（下稱「正門」）巴士站於1991年7月16日啟用；南閘入口旁位置（下稱「南閘」）巴士站於2012年8月6日啟用。為因應三三四新學制，科大展開校園擴建計劃，而分流科大學生及教職員前往九龍或西貢等地方。現時「正門」為前往新界（「南閘」除外）的路線停靠，「南閘」則停靠前往九龍的路線（因需要顧及大埔仔村一帶的乘客，原先計劃使用兩巴士站的目的地跟現時對調）。
為區別兩站，九巴作出相應識別。「南閘」巴士站命名為「香港科技大學（南）（H.K.U.S.T.（South））」（簡稱科大南）；「正門」巴士站命名為「香港科技大學（北）（H.K.U.S.T.（North））」 （簡稱科大北，新巴稱此站為「香港科技大學」巴士站）。

## 歷史
香港科技大學是香港第三所公立大學，「正門」巴士站於1991年正式啟用，設於大學道。
九巴298線在香港科技大學正式啟用時開辦，來往香港科技大學和藍田站，而九巴91、91M線、新巴792M線線和多條新界專綫小巴路線均繞經香港科技大學，初期統一在「正門」巴士站載客。而九巴91P（前身為91M特別班次）開辦時則來往此站與鑽石山站，早上繁忙時間從鑽石山站開出兩班，下午繁忙時間則從此站開出一班。專綫小巴11M線亦以此站為總站，但因車站設計問題，該線用車於上落客後便會隨即駛返坑口站。
在香港科技大學校園規劃草創之初，設計師已在大學南閘一帶預留小型交通交匯處，以在日後交通需求突然增多時分流「正門」巴士站的使用量。然而，由於校園啟用初期南閘一帶仍是一片荒蕪，香港賽馬會創新科技中心、李兆基校園與鄭裕彤樓均尚未落成，令南閘車站顯得甚為偏僻，遠遜於距「火雞」（即日晷雕塑）僅咫尺之遙的「正門」巴士站。雖然南閘交通交匯處的坑位（即今連接南閘迴旋處及校園中間斜路的通道）隨科大首期落成而啟用，但一直沒有公共交通使用，即使有新路線服務科大，亦悉數設站於「正門」。直至1996年，運輸署計劃推出往返科大及觀塘的新專綫小巴路線，才以「正門」巴士站交通繁忙為由，安排該路線以「南閘」為總站。新界專綫小巴104線最終在1998年5月23日投入服務，成為首條使用「南閘」車站的公共交通路線。
由於「正門」車站所在的迴旋處空間狹小，因此每逢科大舉行大型活動（如資訊日），迴旋處及大學道均會出現嚴重擠塞，而在每年資訊日，巴士站的站位安排都會有所調動。此外，在本科入學資訊日期間，九巴會開辦91M特別班次疏導到校人潮。
因應三三四新學制，於2012年9月有兩批分別考畢最後一屆高級程度會考及第一屆中學文憑試的中學畢業生入讀香港科技大學。為減輕人流劇增對原有「正門」車站的壓力，科大校方決定於現時大學南閘旁（黃焯書科研中心側）興建一個全新的公共運輸交匯處，以分流前往不同目的地的交通服務，並得政府撥款。
南閘公共運輸交匯處於2012年8月6日起啟用（確實啟用日期經大學校方與運輸署商討後公布）。由當日起，往市區方向的九巴91、91M、新界專線小巴11（S）改經該站；新界專綫小巴11輔助線11B增設由該站開出的下午回程服務；新界專線小巴104線總站遷往該站；而九巴91P下午開出的班次亦改於該站開出並縮短至彩虹站，不再經彩虹邨、新蒲崗及鑽石山。上述路線於改動後均不再經「正門」車站。至於原計劃往西貢方向繞經該站的新巴792M線，在新安排下則維持原有行車路線。
隨著將軍澳綫於2002年通車，298線被縮短為來往科大及寶林，並更改路線編號為「298M」，最終於2004年由91M延長至寶林取代。

## 總站路線資料（巴士）

### 九龍巴士91B線
- 坑口站 → 香港科技大學

2024年2月1日起投入服務，為91M特別班次，中途不停站，只於星期一至五上課日上午繁忙時間提供服務。

### 九龍巴士91P線
- 鑽石山站 → 香港科技大學（北）
香港科技大學（南） → 坪石／彩虹站

2012年2月15日起投入服務，前身為91M特別班次，是香港科技大學學生及教職員和清水灣道沿線居民往返九龍市區的路線。現時途經大埔仔、香港科技大學、壁屋、井欄樹及牛池灣。

### 九龍巴士291P線
- 香港科技大學（南） → 旺角

## 總站路線資料（專線小巴）

### 新界區專線小巴11B線
- 彩虹站→「正門」
- 「南閘」→彩虹站

途經大埔仔、香港科技大學、壁屋、井欄樹、牛池灣。

### 新界區專線小巴11M線
- 坑口站 ↔「正門」

途經坑口、大埔仔、香港科技大學。

### 新界區專線小巴104線
- 「南閘」↺ 牛頭角站（循環線）

途經大埔仔、壁屋、井欄樹、順安邨、康寧道。

## 途經路線資料（巴士）

### 九龍巴士91線
- 清水灣 ↔ 鑽石山站

「正門」：往清水灣方向途經

「南閘」：往鑽石山站方向途經

### 九龍巴士91M線
- 寶林 ↔ 鑽石山站

「正門」：往寶林方向途經

「南閘」：往鑽石山站方向途經

### 新巴792M線
- 將軍澳站 ↔ 西貢

「正門」：來回方向均途經

## 途經路線資料（專線小巴）

### 新界區專線小巴11線
- 坑口村 ↔ 彩虹站

「正門」：往坑口村方向途經

「南閘」：往彩虹站方向途經

### 新界區專線小巴11S線
- 寶林 ↔ 彩虹站（通宵服務）

「正門」：往寶林方向途經

「南閘」：往彩虹站方向途經

### 新界區專線小巴12線
- 寶林 ↔ 西貢

「正門」：來回方向均途經

## 其他交通服務
- 市區的士
- 新界的士

## 鄰近巴士站
- 清水灣道：打鼓嶺新村、大埔仔坳、大埔仔村、銀影路（前三者鄰近「正門」，後一者則鄰近「南閘」）
- 西貢公路：鄭植之中學（鄰近「正門」）

## 香港科技大學過往路線
- 九巴298（P） ：「正門」 ↔ 藍田站
- 九巴298M ： 「正門」 ↔ 寶林
- 新巴792X線 ：「正門」 ↔ 坑口站
- 城巴628線：彩虹站 ↔ 電視城（鄰近「南閘」，來回方向均途經 「正門」）
- 小巴12A（第一代）：「正門」↔ 西貢

## 使用狀況
多數是科大學生及教職員，在上下課時間使用率較高。

## 外部連結
- 九巴 （页面存档备份，存于）